# (6506) Klausheide
(6506) Klausheide est un astéroïde de la ceinture principale.

## Description
(6506) Klausheide est un astéroïde de la ceinture principale. Il fut découvert le 15 mars 1978 à l'observatoire Palomar par Schelte J. Bus. Il présente une orbite caractérisée par un demi-grand axe de 2,37 UA, une excentricité de 0,05 et une inclinaison de 6,4° par rapport à l'écliptique.

## Compléments